# Hans Potthof
Hans „Johnny“ Potthof, gebürtig Hans Potthoff (* 24. Januar 1911 in Zug; † 29. März 2003 ebenda), war ein Schweizer Maler und Grafiker.

## Leben
Der Vater von Hans Potthoff war ein Textilkaufmann aus Westfalen, die Mutter aus Zug gebürtig. Geboren in Zug, verlebte Hans Potthoff seine früheste Jugend in Zürich, wo er die ersten zwei Primarklassen besuchte. Dann siedelte die Familie nach Luzern über und Potthof besuchte nach der Realschule, weil er Freude am Zeichnen zeigte, die Kunstgewerbeschule Luzern, welche damals von Joseph von Moos geleitet wurde. Er erlangte ein Stipendium, doch sollte er einen Brotberuf erlernen. So machte er eine Lehre als Automobilmechaniker in Kriens. Nach zweieinhalb Jahren wurde er ihrer überdrüssig und ging 1929 an das Technikum in Winterthur, wo er 1933 als Hochbautechniker mit Diplom abschloss.
Bis 1936 arbeitete Potthoff im Architekturbüro von Heinrich Peikert, heute die Peikert Contract AG, in Zug. An den Olympischen Sommerspielen 1936 in Berlin war er als Kajakfahrer (Einer-Kajak, 1000 Meter: Vorläufe) dabei und erhielt den Spitznamen «Johnny», da er dem Schwimmweltmeister Johnny Weissmüller aufs Haar glich. Zusammen mit dem Grafiker Karl Steichele gründete Potthof, er als Autodidakt, 1936 das Reklamegrafik-Atelier „Stepo“ in Zug.
Prägend war für ihn, der inzwischen das zweite f seines Namens gestrichen hatte, ein vier Monate dauernder Aufenthalt in Paris im Winter 1938/1939. Er war nach Paris gegangen, um ein guter Grafiker zu werden, entdeckte die Farbe und die Ölmalerei und entschied sich Maler zu werden. In der Académie de la Grande Chaumière zeichnete er Akt, wohnte in einem Atelierhaus im Montparnasse und traf gelegentlich mit den Malern Henry Wabel (1889–1981) oder Christian Staub (1918–2004) aus der Schweiz zusammen. Die Impressionisten erlebte und erkannte er als seine nächsten wahlverwandten Maler und Frankreich zog ihn immer wieder an und inspirierte ihn.
Seit 1939 lebte er als freier Maler in Zug. 1940 war er Gründungsmitglied der Vereinigung «Freie Zuger Künstler». 1942 heiratete Potthof Brigit Sohn-Rethel (1921–1995), die älteste Tochter von Alfred Sohn-Rethel aus erster Ehe. Diese Ehe währte bis 1948.
Die Freundschaft mit dem von 1939 bis 1945 in Zug lebenden österreichischen Bildhauer Fritz Wotruba, der für ihn als Vorbild richtungsweisend wurde, brachte ihm die Bekanntschaft mit dem Sammler Oskar Reinhart in Winterthur. Dieser kaufte mehrere seiner Bilder. Potthof lebte und arbeitete seit 1944 in einem einfachen 400-jährigen Bauernhaus, das er im Verlauf der Jahre renoviert hatte.
1945 erhielt Potthof ein Stipendium der Gottfried Keller-Stiftung und in den Jahren 1946 und 1947 Eidgenössische Kunststipendien. Ankäufe durch die Eidgenossenschaft und die Kunstmuseen Aarau, Chur, Glarus, Luzern, Winterthur und Zug festigen Potthofs öffentliche Anerkennung. Er wurde Mitglied des VSG (Verband Schweizer Galerien), des Schweizerischen Werkbundes und der GSMBA (Gesellschaft Schweizerischer Maler und Bildhauer). 1954 heiratete er die Tanzlehrerin Martha Schärer (1926–2004).
Seit 1945 unternahm er häufige Reisen nach Genf, Frankreich, Spanien, Italien, Griechenland und England. Das Erlebnis des Meeres hinterliess deutliche Spuren in Potthofs Malerei. Es entstanden zahlreiche Skizzenbücher und Aquarelle mit Alltagsszenen.

## Werk
Im Mittelpunkt von Potthofs Malerei standen Landschaften und Alltagsszenen. In schnell hingeworfenen Skizzen liess er den Menschen ganz klein in der Natur stehen. Auf grossformatigen Bildern malte er südliche Landschaften und den Zugersee, er war am Stiermarkt mit Stift und Zeichenblock unterwegs oder porträtierte spontan Menschen in Cafés.
Hans Potthof hatte in drei Zeitabschnitten hauptsächlich aquarelliert: In der Zeit bis zum ersten Pariser Aufenthalt im Jahre 1938, auf der Griechenlandreise im Jahre 1962 und im Winter 1966. Im Jahre 1968 übernehmen die Gouachen die malerische Funktion der Aquarelle. Die Aquarelle dieser Zeit zeigen eine starke Farbigkeit und zur farbigen Geschlossenheit gestaltete Komposition. 
«Potthofs Werk war nur einem geringen Wandel unterworfen. Bei gleichbleibenden Themen wurden mit der Zeit der Strich der Zeichnung freier, und mit zunehmender Distanzierung von der impressionistischen Manier gewannen die Pinselführung an Grosszügigkeit, die Farbflächen an Kraft und Homogenität. Die Entwürfe für Kunst am Bau führt er in allen Techniken eigenhändig aus: Sgraffito, Keramik-Mosaik, Metallplastik, Acryl- und Dispersionsmalerei.»